# Zgornje Slemene
Zgornje Slemene je naselje u slovenskoj Općini Šentjuru. Zgornje Slemene se nalazi u pokrajini Štajerskoj i statističkoj regiji Savinjskoj. 

## Stanovništvo
Prema popisu stanovništva iz 2002. godine naselje je imalo 16 stanovnika.